# Heiko Antoniewicz

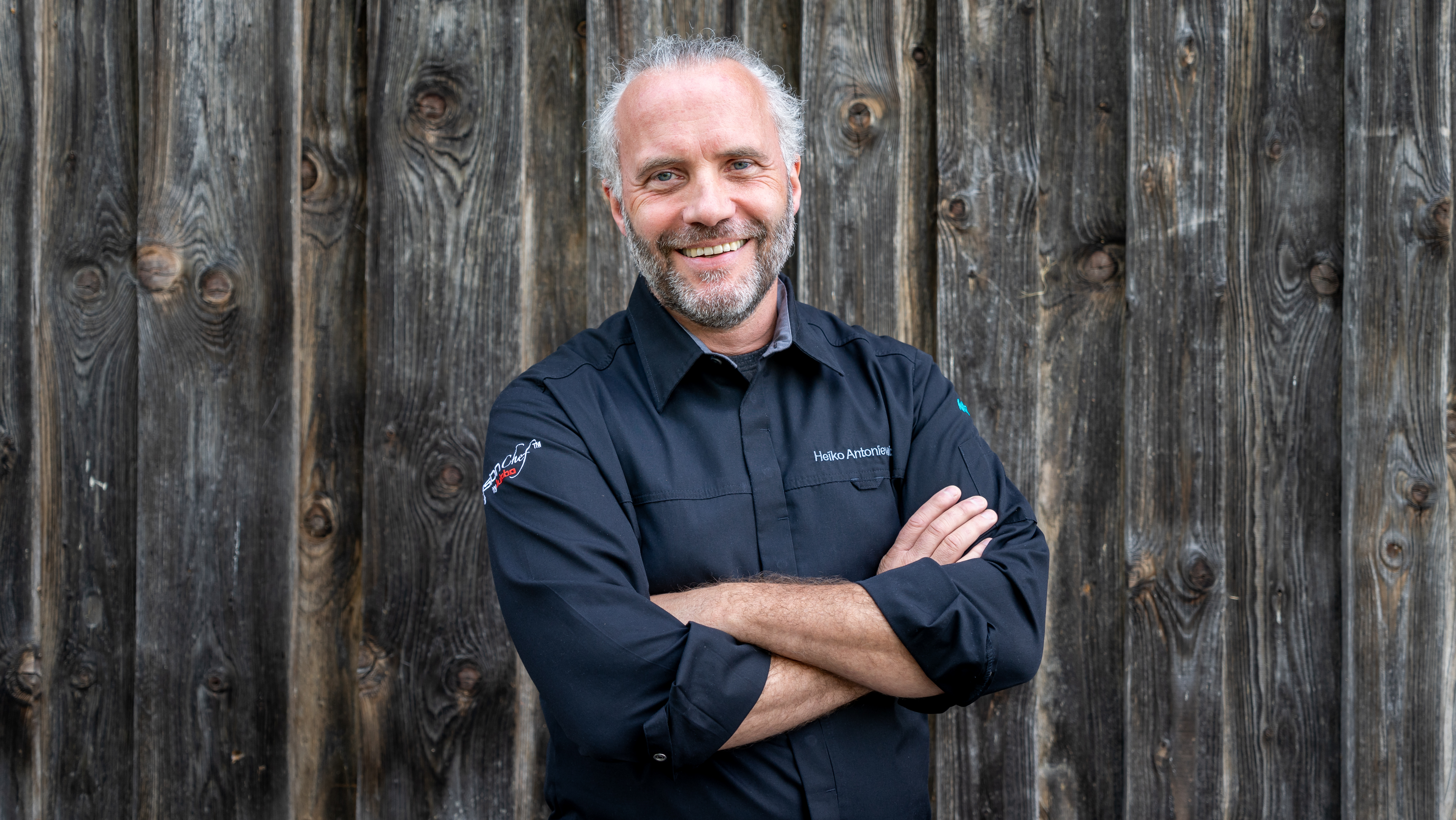
Heiko Antoniewicz

Heiko Antoniewicz (* 10. November 1965 in Dortmund) ist ein deutscher Koch und Kochbuchautor.

## Leben
Nach der Ausbildung wechselte Antoniewicz zu Gerhard Gartner im Aachener Restaurant Gala. 1989 wurde er stellvertretender Küchenchef unter Berthold Bühler in der Résidence in Essen.
1992 gründete er den Tafelservice Art Manger. Nach dem Ende des Tafelservices begann er 2004 als Küchendirektor beim Frankfurter Caterer Kofler & Company und wurde zweimal als Caterer des Jahres ausgezeichnet. Seit 2006 ist Antoniewicz als selbständiger Berater und Trainer in den Bereichen Sous-Vide, Catering, Qualitätsmanagement und Produktentwicklung tätig.
Sein erstes Buch „Fingerfood – Die Krönung der kulinarischen Kunst“ hatte avantgardistische Küche zum Thema. Das Buch wurde mit dem World Cookbook Award als „Innovativstes Kochbuch der Welt“ ausgezeichnet. Es folgten „Verwegen Kochen“ und „Molekulare Basics“, die sich mit Molekularküche beschäftigen. Mit „Brot“ verließ er die klassischen Küchenpfade, es wurde als „Bestes Brotbuch der Welt“ vom World Cookbook Award prämiert.
„Sous Vide“ ist ein Grundlagenwerk für das Vakuumgaren, es wurde ins Englische übersetzt. „Flavour Pairing“ versteht sich als Atlas von Aromenkombinationen.
Seine Arbeiten beschäftigen sich nicht nur mit den Grundlagen der Kochtechniken, sondern immer auch mit der Zukunft des Kochens. Aus dem Kreis seiner Kollegen wurde er im September 2018 zum dritten Mal in Folge zum Impulsgeber der gastronomischen Szene Deutschlands und zum ersten Mal zum Nationalheld gewählt. Im September 2019 wurde er zum vierten Mal in Folge zum Impulsgeber der gastronomischen Szene Deutschlands gewählt.
Als Geschäftsführer der Antoniewicz GmbH ist er seit 2008 als Berater für innovative kulinarische Konzepte oder Produkte tätig, wie auch als Dozent in Europa und Asien.
Seine Rezepturen basieren auf Techniken des Sous-vide-Garens.

## Bücher
- Mit Douglas Baldwin, Michael Podvinec: Sous Vide. München 2023, ISBN 978-3-98541-067-5
- Gewürze. Das Kochbuch. München 2023, ISBN 978-3831045006.
- Mit Uwe Wilkesmann, Maximiliane Wilkesmann: Hinterher ist man immer schlauer! Wissenstransfer in der gehobenen Gastronomie. Wiesbaden 2022, ISBN 978-3-658-37929-2.
- Mit Ludwig Maurer: Fine Dining Grill & BBQ. München 2022, ISBN 978-3-98541-059-0.
- Aromen. Das Kochbuch, München 2021, ISBN 978-3-8310-4009-4.
- Mit Michael Podvinec, Thomas Ruhl: Fermentation. 2. überarbeitete Auflage, Stuttgart 2021, ISBN 978-3-98541-050-7.
- Mit Ludwig Maurer: Wilder Wald: Das Kochbuch. Matthaes-Verlag, Stuttgart 2019, ISBN 978-3-87515-438-2.
- Mit Michael Podvinec, Nikolai Wojtko: Umami. TreTorri Verlag, Wiesbaden 2018, ISBN 978-3-96033-044-8.
- Vegetarisch. Green Glamour. Matthaes-Verlag, Stuttgart 2017, ISBN 978-3-8751-5425-2.
- Mit Ludwig Maurer, Michael Podvinec: Veredelung von Fleisch, Fisch und Gemüse. Matthaes-Verlag, Stuttgart 2017, ISBN 978-3-87515-422-1.
- Mit Michael Podvinec, Thomas Ruhl: Fermentation. Edition Fackelträger Köln 2015, ISBN 978-3-7716-4565-6.
- Mit Adrien Hurnungee, René Riis: Rohstoff. Matthaes-Verlag Stuttgart 2015, ISBN 978-3-87515-405-4.
- Flavour Pairing – Das Spiel der Aromen. Matthaes-Verlag Stuttgart 2013, ISBN 978-3-87515-076-6.
- Fingerfood – Die Krönung der Kulinarischen Kunst. Matthaes-Verlag Stuttgart 2013, ISBN 978-3-87515-015-5.
- Sous-vide. Matthaes-Verlag Stuttgart 2012, ISBN 978-3-87515-067-4.
- Brot – Das Back/Kochbuch. Matthaes-Verlag Stuttgart 2010, ISBN 978-3-87515-045-2.
- Mit Klaus Dahlbeck: Verwegen kochen – Molekulare Techniken und Texturen. Matthaes-Verlag Stuttgart 2008, ISBN 978-3-87515-024-7.
- Molekulare Basics – Grundlagen und Rezepte. Matthaes-Verlag Stuttgart 2009, ISBN 978-3-87515-032-2.
- Kochkultur mit Absinth. Klartext-Verlag Essen 2002, ISBN 978-3-89861-167-1.
- Preisgekrönte Menüs junger Spitzenköche. Südwest Verlag München 2008, ISBN 978-3-517-08413-8.

- Olivenöl – Das Kochbuch. Oktober 2015 von Bastian Jordan, ISBN  978-3-00-071811-3.
- From Farm To Grill. – 2015 von Rösle.
- Fleisch. Ludwig Maurer – Gastbeitrag, Garen mit Sous vide 2014.
- Kochen wie es uns gefällt. Gerhard Besler – 5 regionale Rezepturen 2013.
- Der Koch. Martin Suter – Rezepturen, Adaption der traditionellen Ayurvedarezepte in Molekulare Rezepturen 2012.
- Modernist Cuisine: Die Revolution der Kochkunst. 2012 Deutsche Ausgabe.
- Gutes Fleisch – Otto – Fleischzuschnitte 2012.
- Süßwasserfang. – 2011.
- Der junge Koch/Die junge Köchin. Ausgabe: 2009.
- Avantgarde: Molekularküche und andere progressive Kochtechniken. 2008.
- Wodka. Barfood zu Oval Wodka, 2007.

## Auszeichnungen
- 1987 Sieger Deutscher Lachsmeister
- 1990 Sieger Wettbewerb Koch des Jahres
- 2000 Sieger der Noilly Prat Trophy
- 2005 Sieger Melitta Cup
- 2007 Goldmedaille für Finger Food (Gastronomische Akademie Deutschlands / GAD)
- 2008 World Cookbook Award für „Das Beste innovative Kochbuch der Welt“ für Finger Food
- 2009 Silbermedaille für Verwegen kochen (GAD)
- 2010 World Cookbook Award für „Das Beste innovative Kochbuch der Welt“ für „Brot“
- 2013 3 FAZ Sterne für „Flavour Pairing“
- 2014 Liebling des Jahres FAZ-Auszeichnung für Innovation
- 2015 Auszeichnung mit dem Sonderpreis des Westfälischen Gastronomiepreis
- 2015 3 FAZ Sterne für „Fermentation“
- 2016 Best of the Best Awards: Impulsgeber 2016[6]
- 2017 Best of the Best Awards: Impulsgeber 2017[7]
- 2018 Best of the Best Awards: Impulsgeber 2018 – Nationalheld 2018[8]
- 2019 Best of the Best Awards: Impulsgeber 2019[9]
- 2021 Innovationspreis Falstaff 2021[10]

## Fernsehauftritte
- 1988 So isses, WDR mit Jürgen von der Lippe
- 2007–2009 Planet Wissen, WDR, zu verschiedenen kulinarischen Themen
- 2014 und 2017 war er in der Kochshow The Taste als Gastjuror vertreten.
- 2021 Kitchen Impossible